# José García y Ramos
José García y Ramos – hiszpański malarz i ilustrator pochodzący z Andaluzji, jego dzieła odzwierciedlają życie codzienne tego regionu.
Uczył się w Escuela Provincial de Bellas Artes de Sevilla oraz w pracowni malarskiej José Jiméneza Arandy, z którym wyjechał do Rzymu w 1872. W Rzymie utrzymywał się ze sprzedaży popularnych obrazów niewielkiego formatu przedstawiających andaluzyjskie pejzaże i postaci. Poznał tam również malarza Marià Fortuny, który wpłynął na jego styl.
W 1877 odwiedził Neapol i Wenecję, a w 1882, po krótkim pobycie w Paryżu wrócił do Hiszpanii. W Sewilli pracował w Escuela de Artes Industriales oraz w Akademii Sztuk Pięknych. Pracował jako ilustrator dla czasopism La Ilustración Artística”, „La Ilustración Española y Americana” i „Blanco y Negro”.
Liczne dzieła García y Ramos znajdują się w zbiorach Muzeum Prado.

## Wybrane dzieła
- La cofradía
- El primer ensayo
- Joven con pandereta
- La salida de un baile de máscaras
- Rosario de la Aurora